# Alexandre Müller
Alexandre Müller (Poissy, 1 februari 1997) is een Franse tennisser. Tot op heden won hij nog geen ATP-toernooien.

## Enkelspel
| Nr.              | Datum        | Toernooi      | Ondergrond | Tegenstander in finale  | Score            | Details |
| ---------------- | ------------ | ------------- | ---------- | ----------------------- | ---------------- | ------- |
| Verloren finales |              |               |            |                         |                  |         |
| 1.               | 9 april 2023 | ATP Marrakesh | Gravel     | Roberto Carballés Baena | 6–4, 6–7(3), 2–6 | Details |

## Prestatietabellen
| Legenda | Legenda                          |
| ------- | -------------------------------- |
| g.t.    | geen toernooi gehouden           |
| l.c.    | lagere categorie                 |
| –       | niet deelgenomen                 |
| G       | uitgeschakeld in de groepsfase   |
| 1R      | uitgeschakeld in de eerste ronde |
| 2R      | uitgeschakeld in de tweede ronde |
| 3R      | uitgeschakeld in de derde ronde  |
| 4R      | uitgeschakeld in de vierde ronde |
| KF      | uitgeschakeld in de kwartfinale  |
| HF      | uitgeschakeld in de halve finale |
| F       | de finale verloren               |
| W       | het toernooi gewonnen            |
| w-v     | winst/verlies-balans             |

### Prestatietabel enkelspel
| Grandslamtoernooien  |      |      |      |      |     |      |      |
| Australian Open      | –    | –    | –    | –    | 2R  | –    | –    |
| Roland Garros        | 1R   | –    | 1R   | –    | –   | –    |      |
| Wimbledon            | –    | –    | –    | g.t. | –   | –    |      |
| US Open              | –    | –    | –    | –    | –   | –    |      |
| Olympische Spelen    |      |      |      |      |     |      |      |
| Olympische Spelen    | g.t. | g.t. | g.t. | g.t. | –   | g.t. | g.t. |
| Statistieken         |      |      |      |      |     |      |      |
| Totaal aantal titels | 0    | 0    | 0    | 0    | 0   | 0    | 0    |
| Eindejaarsranking    | 357  | 342  | 234  | 207  | 224 | 160  |      |

### Prestatietabel dubbelspel
| Grandslamtoernooien  |      |      |      |     |      |      |
| Australian Open      | –    | –    | –    | –   | –    | –    |
| Roland Garros        | 1R   | –    | –    | –   | –    |      |
| Wimbledon            | –    | –    | g.t. | –   | –    |      |
| US Open              | –    | –    | –    | –   | –    |      |
| Olympische Spelen    |      |      |      |     |      |      |
| Olympische Spelen    | g.t. | g.t. | g.t. | –   | g.t. | g.t. |
| Statistieken         |      |      |      |     |      |      |
| Totaal aantal titels | 0    | 0    | 0    | 0   | 0    | 0    |
| Eindejaarsranking    | 644  | 395  | 464  | 421 | 427  |      |